# ギブソン・アセンブリ
ギブソン・アセンブリ（英: Gibson assembly）は、遺伝子工学の手法の1つで、複数のDNA断片を1つに繋げるものである。制限酵素とDNAリガーゼを用いる古典的な手法と比べると操作回数が少なく短時間で完結し、しかも制限部位由来の余計な配列が残存しないという利点がある。2009年にクレイグ・ヴェンター研究所 (JCVI) の Daniel Gibson が発明した。

## 反応
隣り合うDNA断片の末端部に16～40塩基対ほどの共通配列を用意し、50℃で以下の3種の酵素を同時に作用させることで、複数のDNA断片を末端の配列同士でつなぎ合わせることができる。
T5エキソヌクレアーゼ
2本鎖DNAの5'端から内側へ向かって分解し、共通配列を含む末端部に1本鎖領域を生成する。その結果、共通配列部分で隣のDNA断片がアニーリングする。
耐熱性DNAポリメラーゼ
アニールしたDNAをプライマーとして1本鎖領域に相補鎖を合成する。
Taqリガーゼ
隣接するDNA鎖の間に残るニックを埋める。